# Pyrgus alpina
Pyrgus alpina är en fjärilsart som beskrevs av Nicolas Grigorevich Erschoff 1874. Pyrgus alpina ingår i släktet Pyrgus och familjen tjockhuvuden. Inga underarter finns listade i Catalogue of Life.